# 泰氏粗犁鰻
泰氏粗犁鰻為輻鰭魚綱鰻鱺目糯鰻亞目蛇鰻科的其中一種，分布於亞洲菲律賓淡水水域，體長可達16.4公分，棲息在溪流、河口區，屬肉食性，生活習性不明。

## 擴展閱讀
維基物種上的相關：泰氏粗犁鰻